# Norrköpings kallbadhus

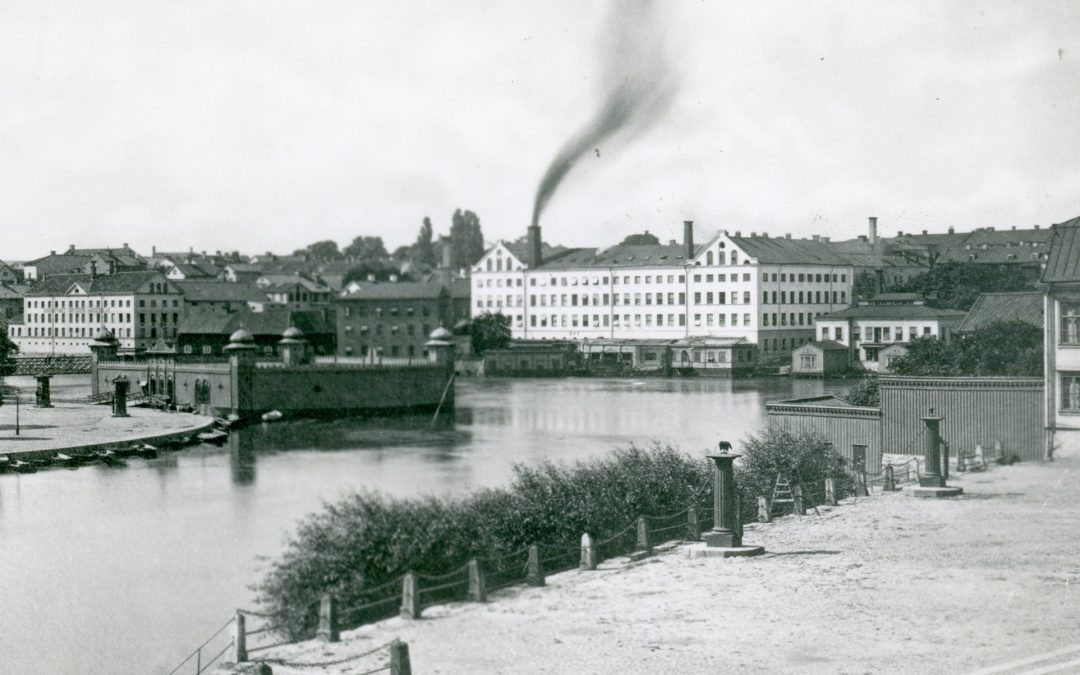
Kallbadhuset 1882 sett från Samarien. På motsatta stranden syns Norrköpings Bomullsväfveri.

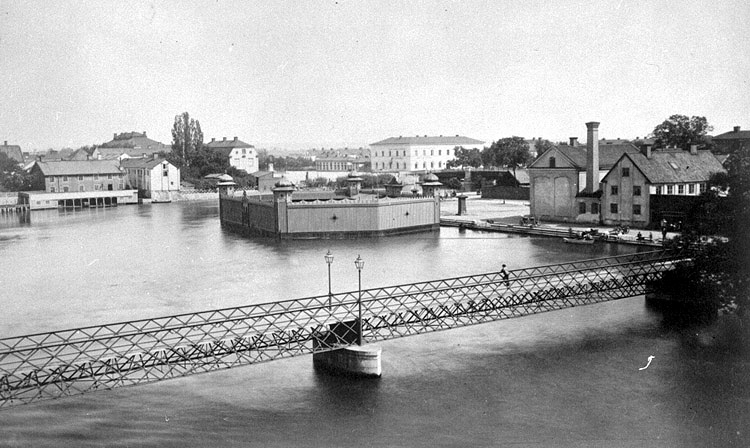
Kallbadhuset vid Refvens grund. i föregrunden gångbron Spången.

Norrköpings kallbadhus var ett kallbadhus beläget i Norrköping i Östergötland. Kallbadhuset låg vid stranden av Refvens grund i Motala ström. Badet byggdes 1868 på initiativ av arkitekten Gustaf Zander. Längs Motala ström låg många industrier, och eftersom vattnet blev mer och mer förorenat varefter den industriella verksamheten tilltog, stängdes badet 1915.